# Àcid fluorhídric
L'àcid fluorhídric, HF(aq), és la solució aquosa de fluorur d'hidrogen, el qual està compost per un àtom d'hidrogen unit a un altre de fluor mitjançant enllaç covalent. És un àcid fort, però no tant com els àcids dels altres halògens, com ara l'àcid clorhídric HCl(aq). No s'ha de posar en contacte amb elements de vidre, ja que reacciona amb aquest. Per aquesta raó, es manipula utilitzant material de plàstic. Es va servir per fabricar la majoria de compostos que contenen fluor.

## Història

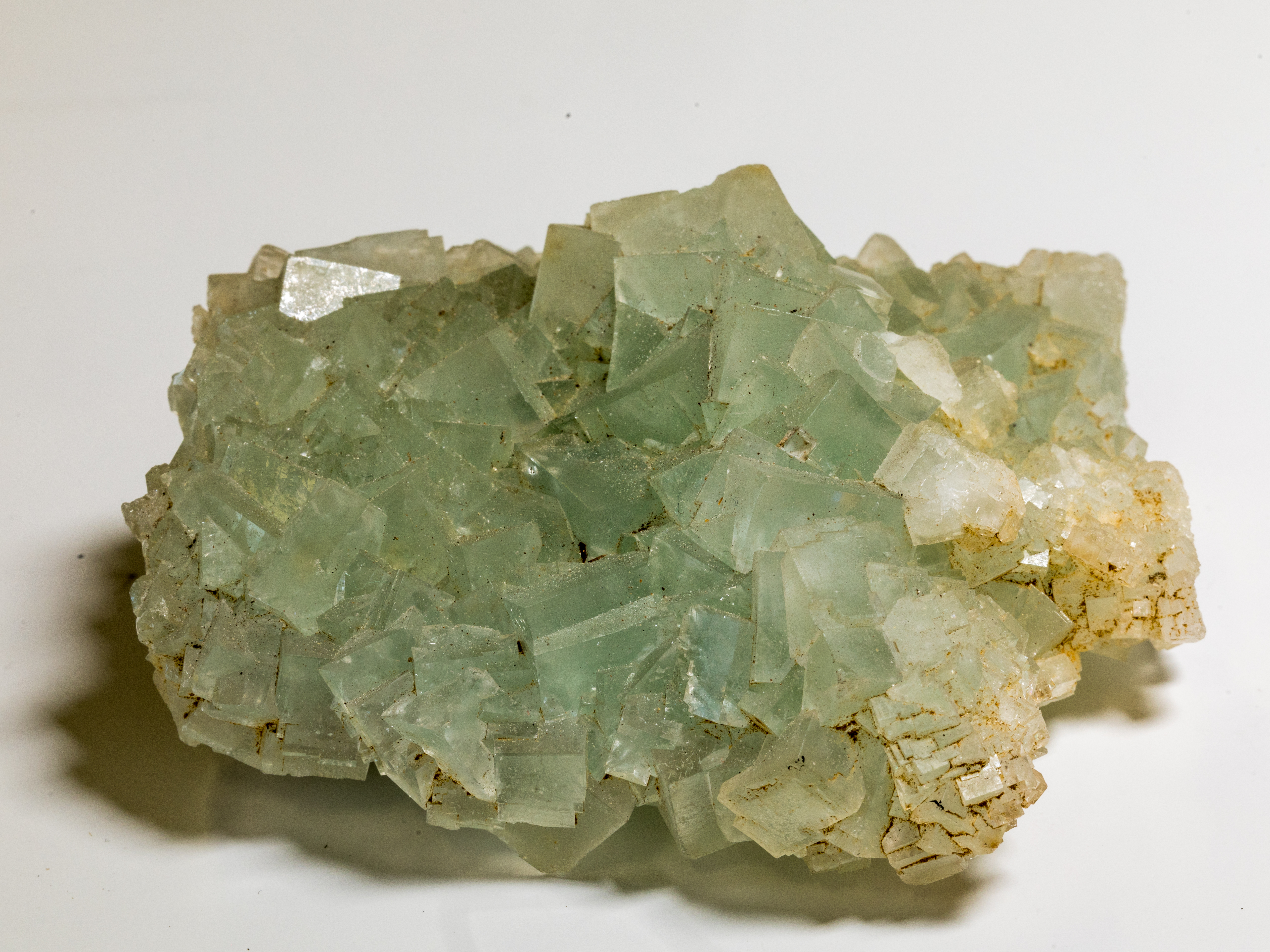
Fluorita.

Al llarg del segle xviii nombroses observacions mostraren que quan s'afegia un àcid, com ara l'àcid sulfúric H₂SO4, a una mostra de fluorita, mineral de fluorur de calci CaF₂, i s'escalfava lleugerament, es desprendrien fums tòxics que atacaven els recipients de vidre. Sembla que un vidrier de Nuremberg, Heinrich Schwanhard, tengué la idea el 1670 de fer servir aquestes propietats per a la producció d'articles de vidre. Cal assenyalar que aquesta tècnica s'empra àmpliament en l'actualitat.

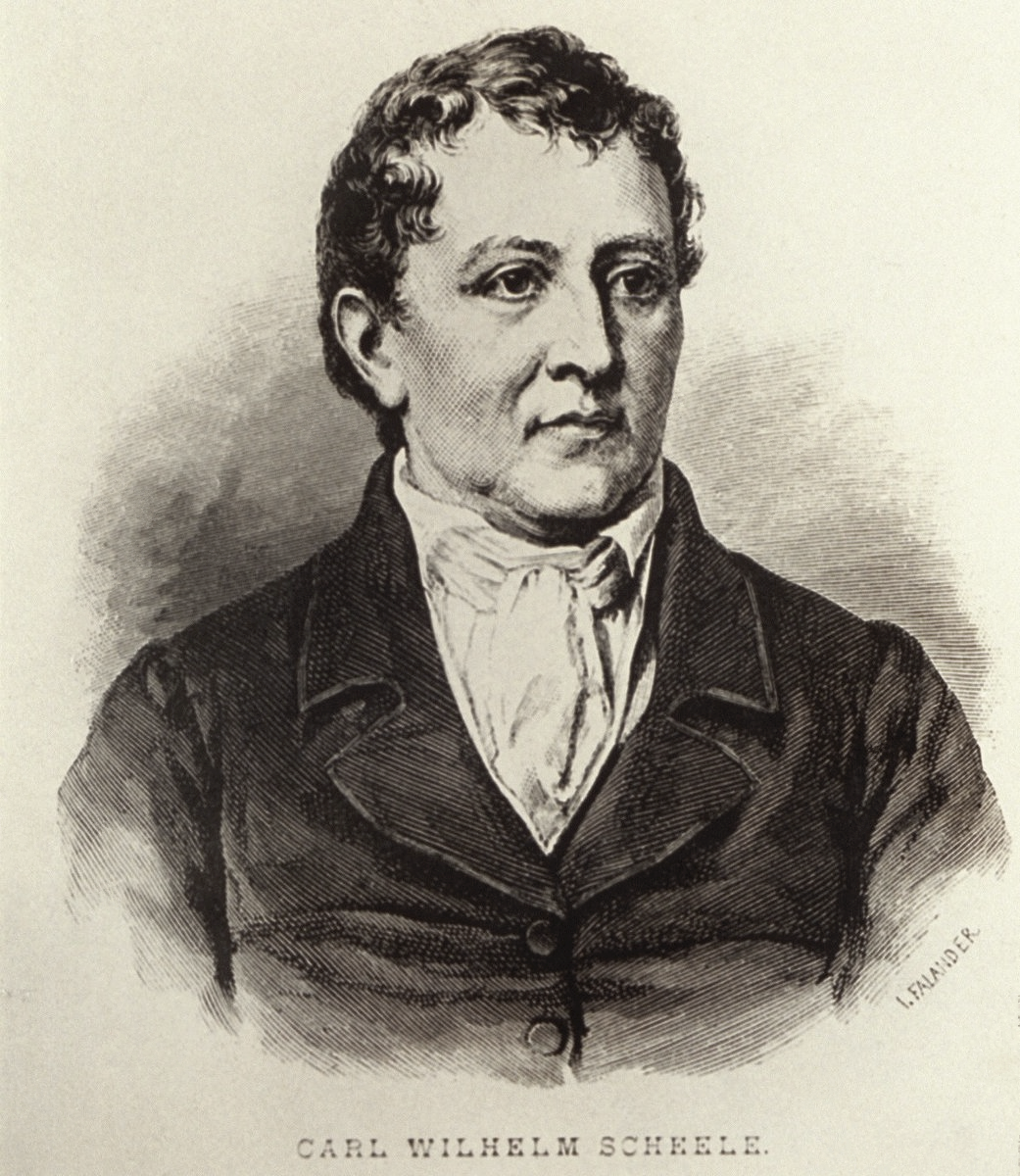
Carl Wilhelm Scheele.

El primer document escrit sobre aquesta reacció química fou publicat el 1725 per John George Weygand, relacionant una recepta que heretà de Matthäus Pauli de Dresden. El primer article científic sobre la fluorita de Saxònia es publicà el 1768 pel químic alemany Andreas Marggraf (1709-1782). El 1771, el químic suec Carl Wilhelm Scheele (1742-1786) començà una recerca sistemàtica per a esbrinar la naturalesa química dels cristalls trobats en els minerals de fluorita i els seus mecanismes de reacció amb els àcids. Afegint àcid sulfúric als cristalls de fluorita, observà que també s'atacava el vidre amb la formació de fums. La dissolució d'aquests fums en aigua donà lloc a una solució àcida que Scheele anomenà flußspatsäure ‘àcid fluorspàtic’ o àcid fluorhídric. Afegint-lo a aigua carbonatada, aïllà un precipitat blanc de fluorur de calci que assecà amb àcid sulfúric. Així, Scheele fou el primer a identificar la naturalesa de la fluorita. Cal destacar que aquest científic, com els seus contemporanis, creia que l'àcid era una part de la substància en si mateixa. Tot i que els noms proposats per a aquest nou àcid es relacionen amb l'element fluor, en aquell temps no se sabia res sobre la naturalesa química dels components de l'àcid en qüestió. Alguns crítics fins i tot posaren en dubte els resultats de Scheele, suggerint que aquest àcid era un derivat de l'àcid sulfúric utilitzat en l'experiment.
Finalment, el químic francès Edmond Frémy (1814-1894) aconseguí aïllar el fluorur d'hidrogen gasós pur a mitjan segle xix. Ho va fer destil·lant hidrogendifluorur de potassi KHF₂ en un alambí de destil·lació de platí. La sal inicial la preparà afegint fluorur d'hidrogen impur a fluorur de potassi KF. El precipitat el purificà mitjançant successives cristal·litzacions, seguida d'assecatge. El fluorur d'hidrogen anhidre obtingut per destil·lació, era gasós a temperatura ambient, però es podia condensar mitjançant una barreja de gel i sal en un líquid molt fluid que volatilitzava quan es retirava de la mescla refrigerada, actuant molt potent sobre l'aigua i difonent fums blancs a l'aire.

## Propietats
L'àcid fluorhídric és una dissolució incolora de fluorur d'hidrogen en aigua. El fluorur d'hidrogen és completament miscible i l'entalpia de dissolució és de ΔsolHo = –14,72 kcal/mol o 61,59 kJ/mol a 25 °C. El procés és exotèrmic i es pot representar com:
{\displaystyle {\ce {HF_{(g)}\ + H2O_{(l)}-> H+_{(aq)}\ + F^{-}_{(aq)}}}}
És una entalpia de dissolució inferior a la dels altres halogenurs d'hidrogen: del clorur d'hidrogen és –74,84 kJ/mol, del bromur d'hidrogen –85,14 kJ/mol i del iodur d'hidrogen –81,67 kJ/mol.
Si s'escalfa una dissolució concentrada d'àcid fluorhídric (50-60 %), el vapor que es desprèn del líquid en ebullició és més ric que aquest en fluorur d'hidrogen i la dissolució es dilueix. Si es fa bullir una dissolució diluïda (20-30 %), el vapor és més pobre en fluorur d'hidrogen que la dissolució i aquesta es va concentrant. En ambdós casos s'arriba a una dissolució amb un 35,37 % en massa de fluorur d'hidrogen que bull a temperatura constant de 120 °C a pressió atmosfèrica, que és la mescla azeotròpica o azeòtrop.

Ressonància de l'anió HF₂^{–}.

### Acidesa
Els àcids fluorhídrics comercials contenen al voltant d'un 50 % de fluorur d'hidrogen HF, els més concentrats fins al 75 %. En dissolució aquosa el fluorur d'hidrogen s'ionitza segons l'equilibri:{\displaystyle {\ce {HF + H2O <=> H3O+ + F-}}}
A causa de la baixa dissociació en dissolucions diluïdes, amb un pKa de només 3,17, no és tan fort com els àcids dels altres halògens (àcid clorhídric, àcid bromhídric i àcid iodhídric), que es dissocien completament, i és considerat un àcid feble. És més fort que l'àcid acètic CH₃COOH (pKa = 4,756) i que l'àcid fòrmic HCOOH (pKa = 3,75), semblant a l'àcid nitrós HNO₂ (pKa = 3,25) i menys fort que l'àcid fosfòric H₃PO4 (pKa = 2,16). Curiosament, quan la concentració de fluorur d'hidrogen s'acosta al 100 %, succeeix un procés anomenat homoassociació, es formen ions poliatòmics com l'anió hidrogendifluorur(-1) HF₂– o [F–H–F]– i protons lliures H+, donant lloc a un augment espectacular de l'acidesa. Els anions HF₂– són molt estables gràcies a la formació d'enllaços per pont d'hidrogen entre ells. L'equilibri és:
{\displaystyle {\ce {2 HF <=> H+ + FHF-}}}

### Reaccions químiques
Amb els metalls, l'àcid fluorhídric reacciona oxidant el metall i formant el corresponent fluorur amb despreniment d'hidrogen. Tanmateix és menys actiu que els altres hidràcids. Per exemple amb el zinc la reacció dona fluorur de zinc i és:{\displaystyle {\ce {Zn_{(s)}\ + 2HF_{(aq)}-> ZnF2_{(s)}\ + H2_{(g)}}}}

L'àcid fluorhídric neutralitza les dissolucions de bases, com ara les d'hidròxids, donant lloc al fluorur del metall dissolt si és soluble:
{\displaystyle {\ce {NaOH_{(aq)}\ + HF_{(aq)}-> Na+_{(aq)}\ + F^{-}_{(aq)}\ + H2O_{(l)}}}}

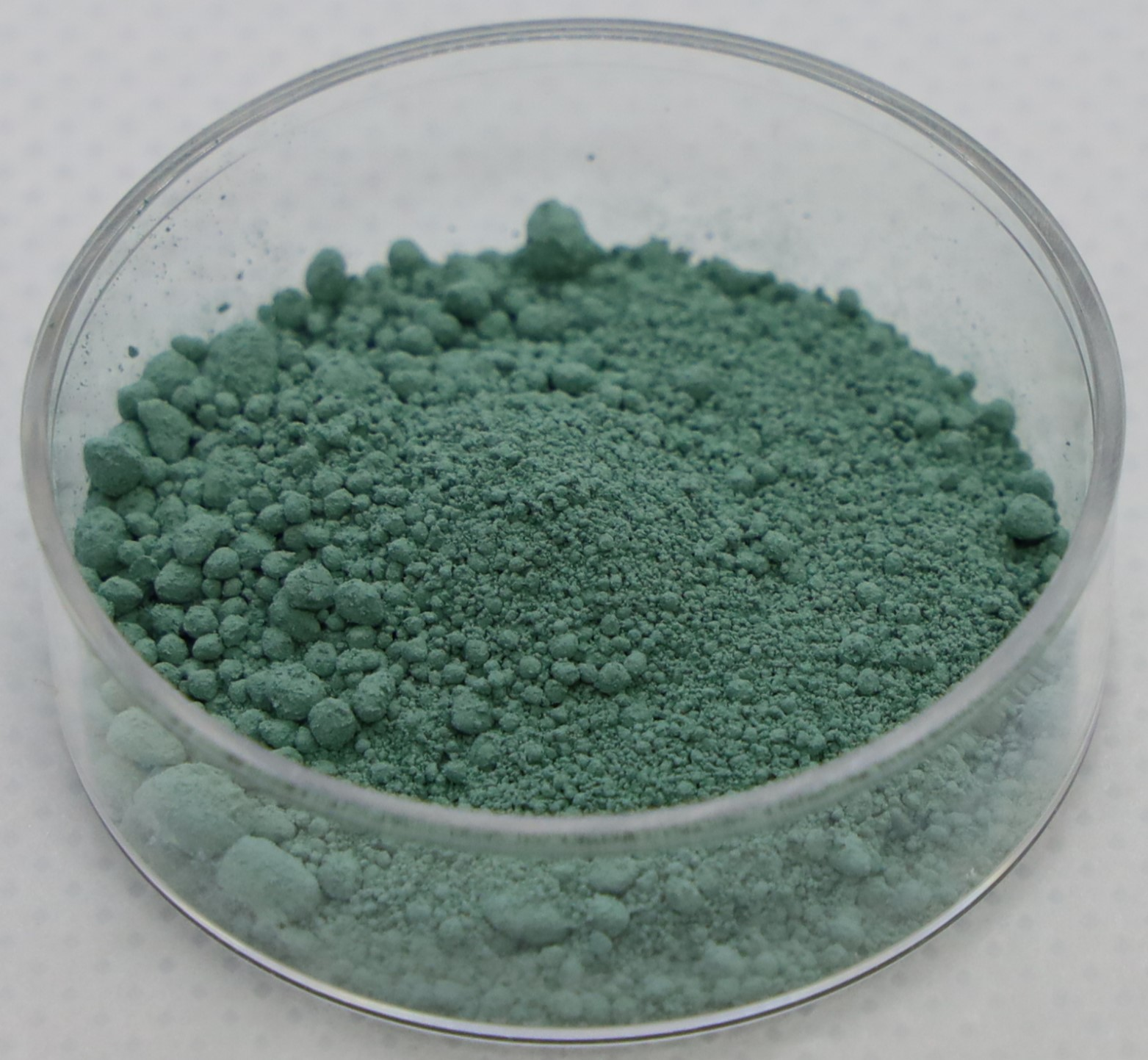
Fluorur d'urani(IV).

La reacció de l'àcid fluorhídric amb òxids dona lloc al corresponent fluorur i aigua. per exemple les reaccions amb òxid d'alumini i òxid d'urani(IV) donen fluorur d'alumini i fluorur d'urani(IV), respectivament:
{\displaystyle {\ce {Al2O3_{(s)}\ + 6 HF_{(aq)}-> 2 AlF3_{(s)}\ + 3 H2O_{(l)}}}}{\displaystyle {\ce {UO2_{(s)}\ + 4 HF_{(aq)}-> UF4_{(s)}\ + 2 H2O_{(l)}}}}

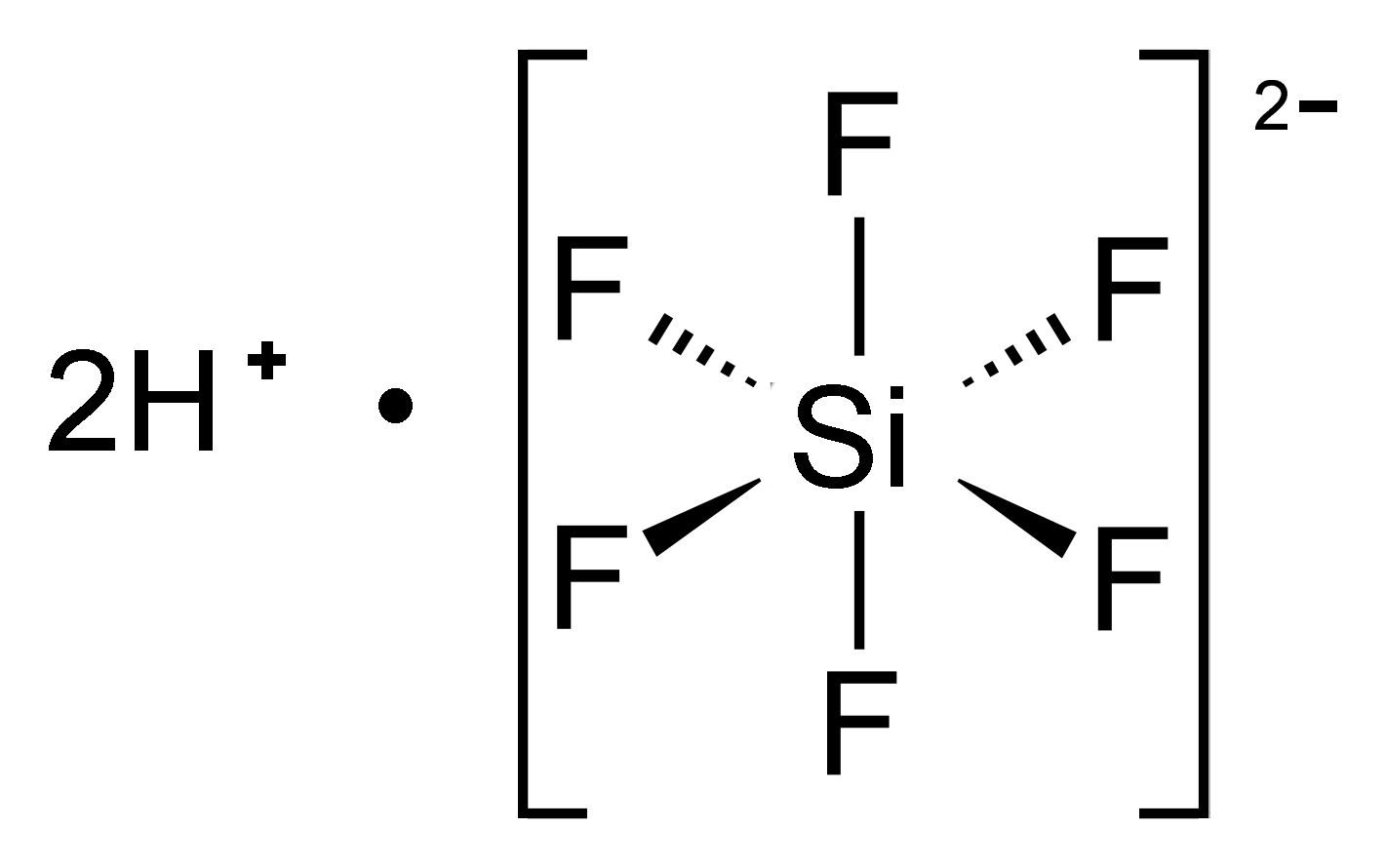
Estructura de l'àcid hexafluorosilícic.

L'àcid fluorhídric dissol lentament molts materials i, en especial, ataca el diòxid de silici SiO₂ dels vidres formant tetrafluorur de silici, SiF4, o àcid hexafluorosilícic, H₂SiF6 soluble en aigua. Les reaccions són:
{\displaystyle {\ce {SiO2(s) + 4 HF(g) -> SiF4(g) + H2O(l)}}}{\displaystyle {\ce {SiO2(s) + 6 HF(aq) -> H2SiF6(aq) + 2 H2O(l)}}}També reacciona amb el silicats formant fluorur de silici, fluorur de metall i aigua segons la reacció:
{\displaystyle {\ce {MSiO3_{(s)}\ + 6 HF_{(aq)}-> SiF4_{(g)}\ + MF2_{(s)}\ + 3 H2O_{(l)}}}}
en la qual {\displaystyle {\ce {M}}} és un metall divalent, com el calci o el magnesi.

## Obtenció
L'àcid fluorhídric s'obté habitualment per acció d'àcid sulfúric concentrat sobre fluorur de calci, CaF₂ (fluorita) a 250 °C, segons la reacció:
{\displaystyle {\ce {CaF2(s) + H2SO4(aq) -> 2HF(aq) + CaSO4(s)}}}
Tot i que la fluorita és una precursora adequada, la major part de l'àcid fluorhídric es produeix com a subproducte de la producció d'àcid fosfòric H₃PO4, que s'obté del mineral apatita. Les fonts d'apatita contenen habitualment uns petits percentatges de fluorita. La hidròlisi àcida de minerals que contenen fluorita genera un corrent gasós impur que conté diòxid de sofre (a partir de l'àcid sulfhídric), aigua i fluorur d'hidrogen, així com partícules sòlides. Després de separar-ho dels sòlids, els gasos es tracten amb àcid sulfúric i òleum per aconseguir fluorur d'hidrogen anhidre. Per culpa de la naturalesa corrosiva del fluorur d'hidrogen, la seva producció va acompanyada de la dissolució de minerals silicats, i d'aquesta manera es genera una quantitat significativa d'àcid hexafluorosilícic.

## Aplicacions

### Indústria del petroli
L'àcid fluorhídric diluït (1-3 % en massa) s'utilitza en l'extracció de petroli en una barreja amb altres àcids (àcid clorhídric o àcids orgànics) per estimular la producció dels pous d'aigua, oli i gas, especialment on està implicada l'arenisca.

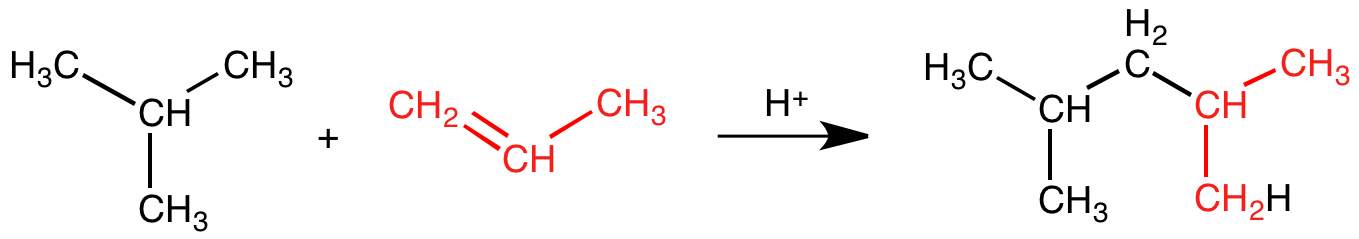
Alquilació de l'isobutà amb propè.

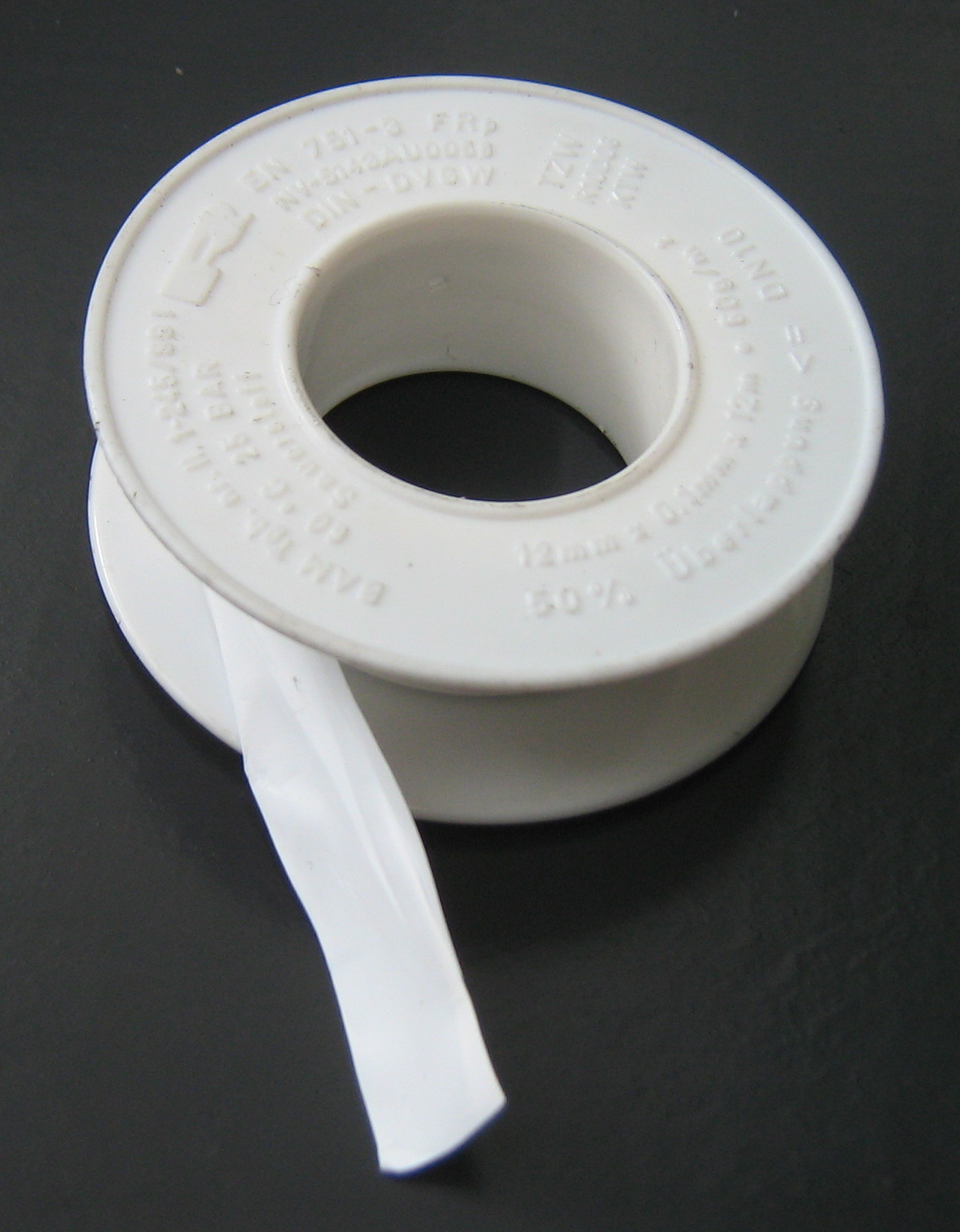
Cinta de tefló emprant a les juntes de canalitzacions d'aigua per aconseguir estanquitat.

El fluorur d'hidrogen també s'usa en la refinació de petroli, en concret en un procés estàndard conegut com a alquilació (addició de grups alquil a un altre compost). L'isobutà s'alquila amb alquens de baixa massa molecular (principalment una barreja de propè i butè) en presència d'un catalitzador àcid fort, àcid fluorhídric. El catalitzador és capaç de protonar els alquens (propè, butè) per produir «carbo-cations» reactius, que causen l'alquilació de l'isobutà. La reacció es realitza a temperatures suaus (entre 0 i 30 °C) en una reacció de dues fases. És important mantenir una alta relació d'isobutà a alquè en el punt de reacció per prevenir reaccions secundàries que donin lloc a un producte d'octà inferior, de manera que les plantes tenen una elevada recirculació d'isobutà cap a l'alimentació. Les fases se separen de manera espontània, de manera que la fase àcida es barreja vigorosament amb la fase hidrocarbonada per crear una superfície de contacte suficient.

### Indústria química
L'àcid fluorhídric s'empra en química orgànica per addicionar àtoms de fluor a molècules de composts orgànics. Molts de composts que contenen fluor es preparen usant àcid fluorhídric, per exemple el tefló.
A més, la majoria dels composts de fluorur inorgànic que s'utilitzen en grans quantitats es preparen a partir d'àcid fluorhídric. Els principals són Na₃AlF6, (criolita) i AlF₃ (fluorur d'alumini). Una barreja fosa d'aquests sòlids serveix com a dissolvent d'alta temperatura per a la producció d'alumini metàl·lic. Les preocupacions sobre els fluorurs en el medi ambient han portat a la recerca de tecnologies alternatives. Altres fluorurs inorgànics preparats a partir d'àcid fluorhídric inclouen NaF i UF6.
La capacitat de l'àcid fluorhídric per dissoldre òxids metàl·lics és la base de diverses aplicacions. Elimina les impureses d'òxid de l'acer inoxidable en un procés anomenat decapat. Els òxids superficials s'eliminen del silici amb àcid fluorhídric a la indústria dels semiconductors. Amb aquest propòsit, l'àcid fluorhídric diluït es ven com a eliminador de taques d'òxid domèstic. Recentment, fins i tot s'ha utilitzat en instal·lacions de neteja de cotxes en productes per a netejar les rodes.
A causa de la seva capacitat per dissoldre òxids, l'àcid fluorhídric és útil per dissoldre mostres de roca (normalment en pols) abans de l'anàlisi. De la mateixa manera, aquest àcid s'ha fet servir per extreure fòssils orgànics de roques de silicat. La roca fossilífera es pot submergir directament en l'àcid, o es pot aplicar una pel·lícula de nitrat de cel·lulosa (dissolta en acetat d'amil), que s'adhereix al component orgànic i permet que la roca es dissolgui al seu voltant.

## Toxicologia

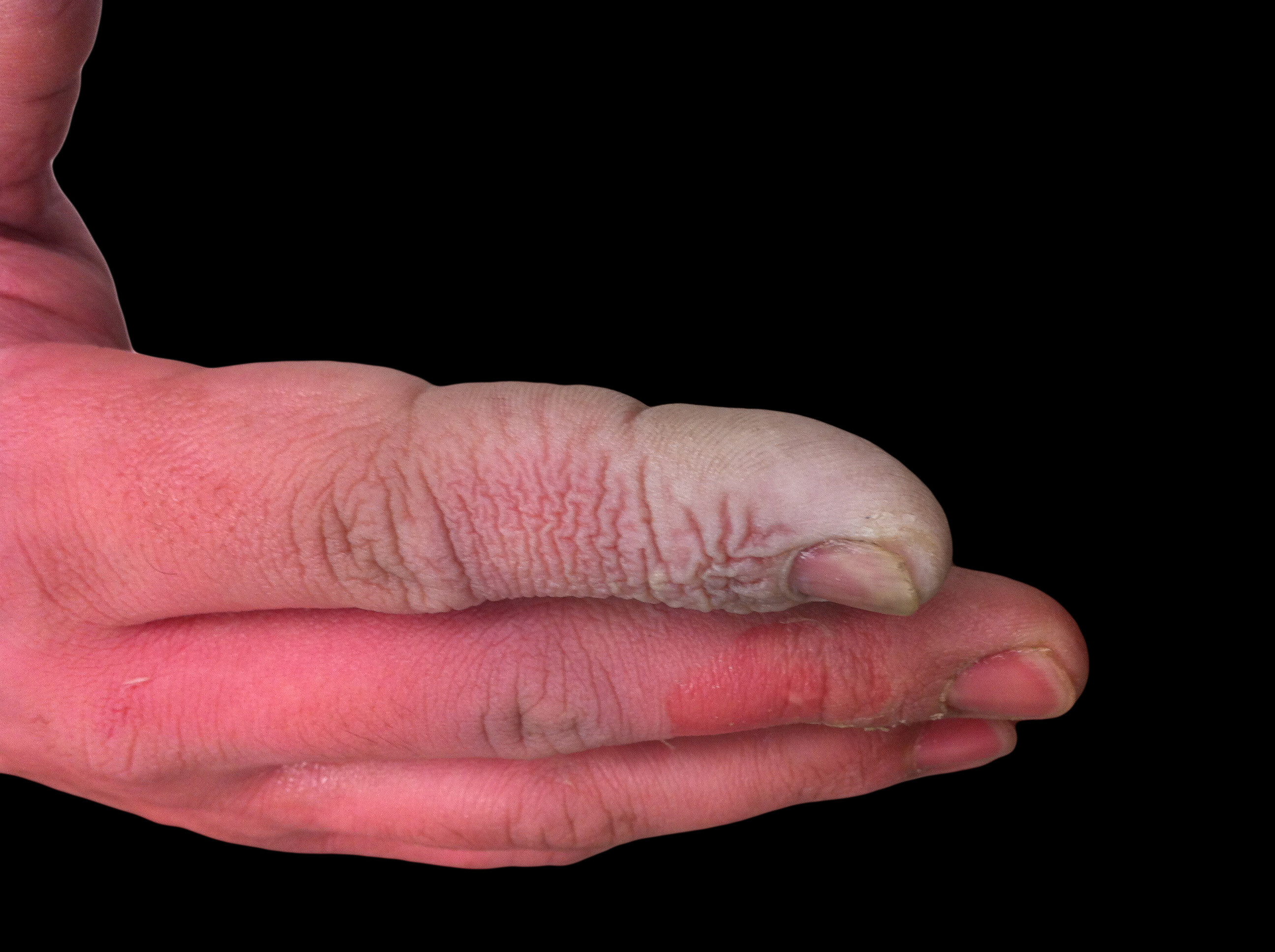
Dits afectats per l'àcid fluorhídric.

Quant a la toxicologia es tracta d'una substància irritant, corrosiva i tòxica.
- DL50 (rata): 180 mg/kg (oral)
- Concentració màxima permesa als llocs de treball: 2 ppm

En la pell produeix cremades molt doloroses que curen molt malament. Això és degut al fet que el calci necessari en el procés de curació precipita amb els fluorurs com el fluorur de calci, CaF₂. En cas de produir-se una cremada amb àcid fluorhídric es recomana rentar amb aigua abundant i tractar en primer lloc amb una dissolució de lactat de calci o citrat de calci, o llet si no n'hi ha.